# Wolfgang Dörffler
Wolfgang Dörffler (* 28. Oktober 1923 in Kiel; † 2. Januar 2013) war ein deutscher Jurist.

## Leben
Dörffler war Richter am Oberverwaltungsgericht Lüneburg. Im Jahre 1967 wurde er zum Richter am Bundesverwaltungsgericht ernannt und gehörte in der Folgezeit dem 1. Senat an. Er verließ das Bundesgericht 1975, um das Amt des Präsidenten des OVG Lüneburg zu übernehmen. Zudem war er von 1976 bis 1988 Präsident des Niedersächsischen Staatsgerichtshofs.

## Ehrungen
- 1988: Großes Verdienstkreuz mit Stern der Bundesrepublik Deutschland